# Norio Imai (Künstler)
Norio Imai (japanisch 今井 祝雄 Imai Nori; * 1946 in Osaka) ist ein bedeutender japanischer Künstler, der vor allem für seine Arbeiten in den Bereichen Malerei, Installation, Fotografie und Video bekannt ist. Er war eines der innovativsten Mitglieder der Gutai Art Association, einer einflussreichen Künstlervereinigung der Nachkriegszeit.

## Leben
Norio Imai absolvierte die Osaka Municipal High School of Art and Industry, Abteilung Bildende Kunst, Programm Yōga (Malerei im westlichen Stil). Während seiner Schulzeit studierte er bei Jirō Yoshihara, dem Gründer der Gutai Art Association. Im Alter von 17 Jahren hatte er seine erste Einzelausstellung „Testimony of a 17-Year-Old“ in der Noonu Gallery in Osaka (1964). Im selben Jahr nahm er an der 14. Gutai-Ausstellung teil und wurde 1965 offizielles Mitglied der Gutai-Gruppe. Seitdem hat Norio Imai ein breites Spektrum an Aktivitäten verfolgt und Kunstwerke und Installationen geschaffen, die Fotografie, Video und andere neue Medien einbeziehen, sowie Arbeiten für den Außenraum und Kunst im öffentlichen Raum.
Norio Imai war bis 2012 Professor an der Seian University of Art and Design und ist heute emeritiert. Auch im hohen Alter bleibt er aktiv und zeigt seine Werke, die einen wichtigen Beitrag zur japanischen Avantgarde und zeitgenössischen Kunst leisten, in Ausstellungen weltweit. Norio Imais Werk spiegelt eine ständige Auseinandersetzung mit der Beziehung zwischen Raum, Zeit und Form wider, wodurch er eine Schlüsselrolle in der Entwicklung der modernen Kunst in Japan einnimmt.

## Werk
Das Frühwerk von Norio Imai ist durch einen minimalistischen und experimentellen Ansatz gekennzeichnet. In den 1960er Jahren konzentrierte er sich auf monochrome Arbeiten, insbesondere weiße Reliefs und Strukturen, die als Reaktion auf die vorherrschende abstrakte Malerei verstanden werden können. Nach der Auflösung der Gutai-Gruppe 1972 erweiterte Imai sein Spektrum um Medien wie Fotografie und Video, wobei er sich häufig mit Themen wie Zeit und Wahrnehmung auseinandersetzte. Ein Beispiel dafür ist seine Arbeit „Abenosuji“ (1977), ein 22-minütiger Film, der mit einer 8-mm-Kamera aufgenommen wurde.
Werke in öffentlichen Sammlungen: Ashiya City Museum of Art and History / Nakanoshima Museum of Art, Osaka / The National Museum of Modern Art, Kyoto / The Museum of Modern Art, Shiga / Tokyo Photographic Art Museum / Hyogo Prefectural Museum of Art / The Miyagi Museum of Art / Axel and May Vervoordt Foundation, Wijnegem / Getty Research Institute, Los Angeles / Pharmascience Collection, Canada / Rachofsky Collection, Dallas / By Art Matters Museum, Hangzhou